# Montes Tauro
Los montes Tauro (del turco: Toros Dağları) son una cadena montañosa situada en Cilicia, en el sur de Turquía. Se extienden a lo largo de una curva desde el lago Egridir en el oeste hacia el curso alto del Éufrates en el este, formando un arco que transcurre paralelo al mar Mediterráneo, que constituye el límite sur de la meseta de Anatolia. Al este, se dividen en una rama (Antitauro) que sigue hacia el nordeste hasta el nacimiento del Éufrates, y otra rama (Tauro oriental) que pasa al sur del lago Van y al norte del Tigris, y que es atravesada por el Éufrates en su descenso hacia Siria.
La cordillera tiene varios picos de altura superior a los 3000 metros. El paso conocido en la Antigüedad como las Puertas Cilicias cruza la parte central de los montes Tauro, al norte de la ciudad de Tarso.
La caliza se ha erosionado formando paisajes kársticos de cascadas, ríos subterráneos y algunas de las mayores cavernas de Asia. 
La cordillera de los montes Tauro forma una barrera climática entre la meseta de Anatolia, de clima continental, y la costa del sur, de clima mediterráneo.

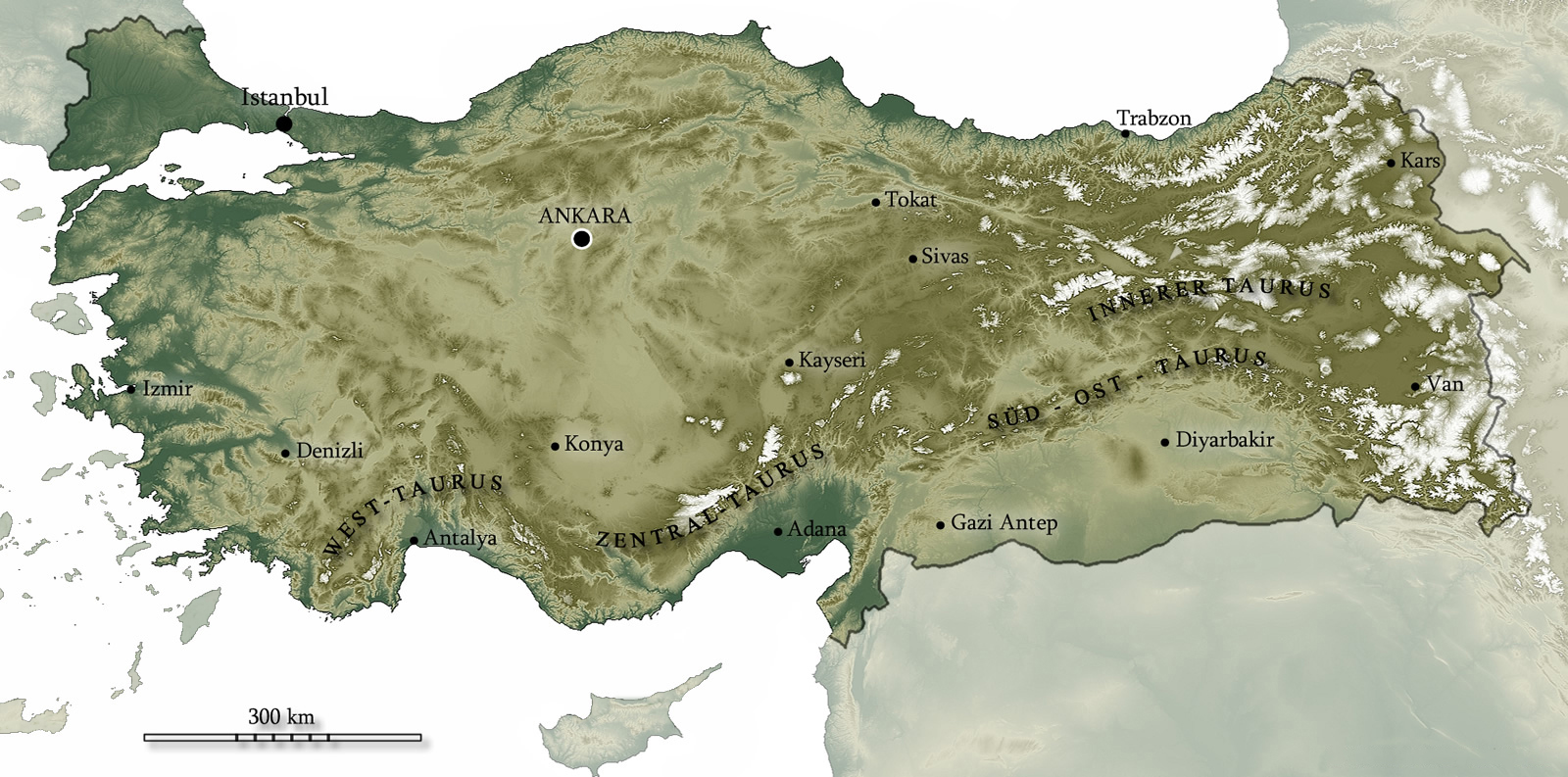
Montes Tauro

## Descripción
Los Montes Tauro se componen de tres secciones. Las secciones y las cadenas montañosas de la cadena son las siguientes de oeste a este:
- Tauro Occidental
  - Akdağlar, montañas Bey, montaña Katrancık, montañas Geyik
- Tauro Medio
  - Montañas Akçalı, montañas Bolkar, Aladağlar, montañas Tahtalı
- Sudeste de los Montes Tauro
  - Montaña de Nurhak, montañas de Malatya, montañas de Maden, montañas de Genç, montañas de Bitlis

### Tauro Occidental
Los Montes Tauro Occidentales o Montes Tauro de Antalya dibujan un arco alrededor del golfo de Antalya, partiendo de la península de Teke. Al este se encuentra la meseta de Taşeli y el río Göksu se separa de los Montes Tauro Centrales.
Los Montes Tauro Medios comienzan aproximadamente en la frontera entre Mersin-Antalya y continúan hacia el noreste hasta los Montes Binboğa.

### Tauro Sudoriental
El Tauro Sudoriental forma la frontera geográficamente septentrional de Anatolia sudoriental y Mesopotamia septentrional. El río Tigris nace en esta parte.
La frontera occidental del sureste de los M⁰ontes Tauro, río Ceyhan valle, a partir de las montañas Ahır y Engizek. Montañas Bey, Hazarbaba, Maden, Mastar, Akdağ, Akçakara, Muşgüneyi, İhtiyarşahap, y llega a la región de Hakkâri.
Las altas montañas Hakkâri de Turquía se encuentran en los alrededores. Entre Şırnak y Şemdinli, hay montañas intransitables, escarpadas y de picos afilados que alcanzan alturas de 3000-4000 m: Karadağ, Sat, Buzul (Cilo), Karadağ (al norte de Hakkari), Sümbül, Samur,  Altın, Serdolusu, Tanintanin. Estas montañas están dispuestas paralelas entre sí.

### Tauro Medio

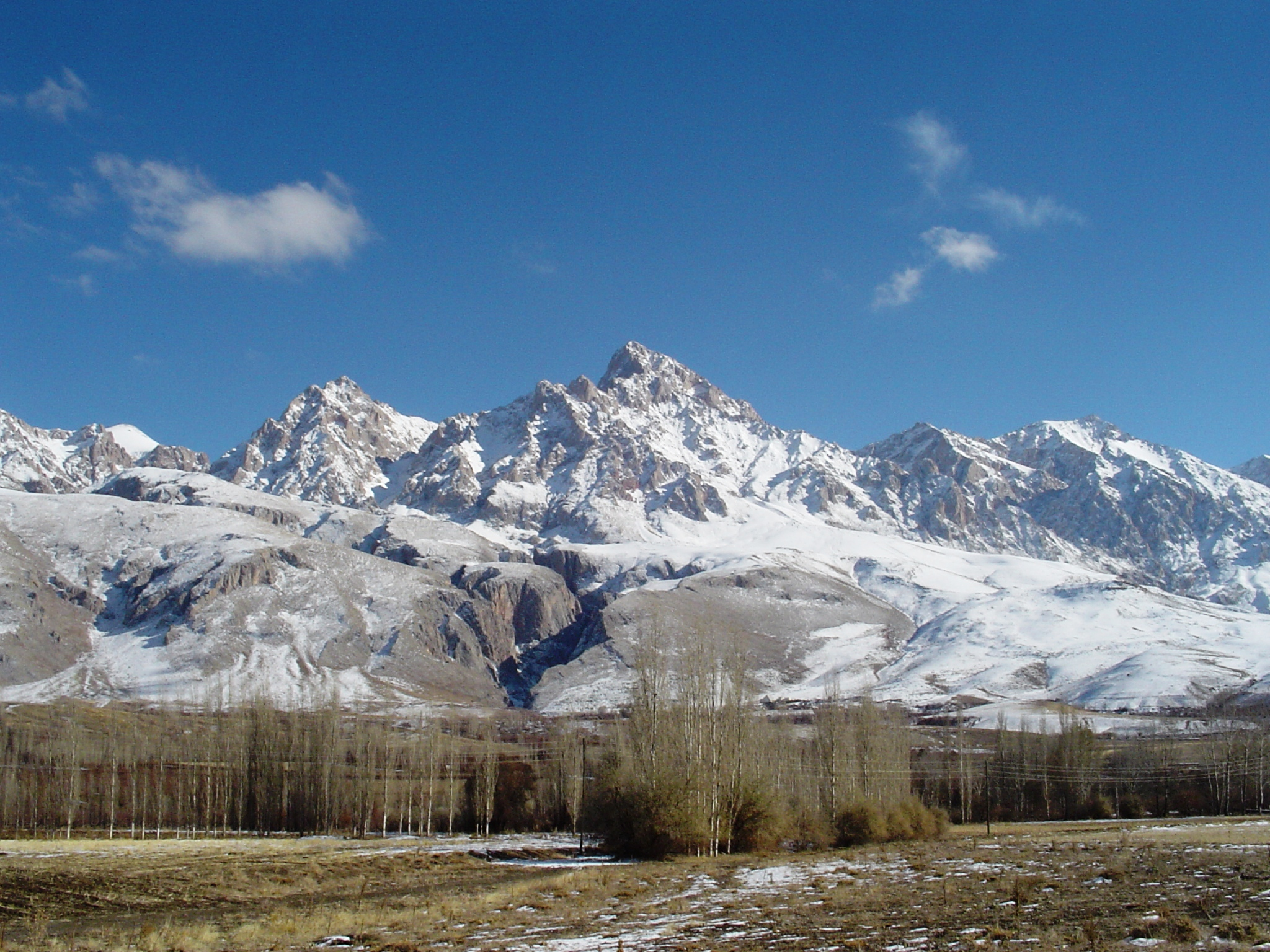
Pico Demirkazık-Dağı] en la región Niğde.

El Tauro Medio (turco: Orta Toroslar) se une al Tauro Occidental en la longitud 32° 48' este, se extiende a lo largo de la costa mediterránea hacia el noreste y forma un gran arco alrededor de las tierras bajas de la Çukurova hasta llegar a la cabecera del Ceyhan (Pyramos) en la provincia de Kahramanmaraş hacia el sureste del Tauro.
Las tierras bajas de Çukurova y partes del Tauro Medio pertenecieron a Cilicia en la Antigüedad, por lo que el Tauro Medio también se conoce como Tauro Cilicio. Las Puertas Cilicias a unos 40 km al norte de Tarsus es el paso más importante a través de esta parte del Tauro.
En el Tauro Medio, numerosas montañas alcanzan alturas de entre 3000 y 3700 m. A 40 km al sureste de la ciudad de Niğde se encuentra la región montañosa más alta del Tauro Medio: las montañas de Aladağlar, declaradas parque nacional en 1995. La montaña más alta es el Demirkazık Dağı (3756 m)  en la provincia de Niğde. Fue considerado el más alto de todo el Tauro. Tanto el Hakkâri Dağlari, que se alza justo antes de la frontera oriental de Turquía, como el mucho más alto Uludoruk Tepesi (4135 m) no se consideraban parte del Tauro.

## Geología
Las montañas Tauro se formaron por la colisión de las placas tectónicas africana y euroasiática. La roca subyacente predominante es la piedra caliza. En las montañas Aladar y Bolkar, la piedra caliza se ha erosionado para formar paisajes kársticos de cascadas, ríos subterráneos y algunas de las cuevas más grandes de Asia. El río Manavgat se origina en la vertiente sur de la cordillera Beydaglari.
Las cadenas montañosas del Tauro están divididas en varias cadenas paralelas y alcanzan en algunos lugares los 4000 metros. La erosión a lo largo de fallas geológicas y a través de valles fluviales no pudo seguir el ritmo de la elevación alpina, ya que la formación de montañas fue aquí especialmente violenta. Las montañas se extienden en un gran arco por el sudeste de Turquía y miles de kilómetros hacia los Elburs o Zagros persas y el Hindu Kush. Muchas de estas regiones se ven afectadas periódicamente por terremotos y también por vulcanismo cuando se desplazan partes de la corteza terrestre.
En la parte oriental del Tauro, como es habitual en Anatolia Central, también hay sistemas de cadenas paralelas en dirección noreste-suroeste. Se extienden cada vez más hacia el este. La altura de cada cadena montañosa oscila entre los 3.000 y los 4.400 m, y la de los valles entre las cadenas, en torno a los 2.000 m.
En las proximidades del lago Van, a medio camino entre el norte de Irak y Armenia, las zonas montañosas del Tauro se encuentran con las Tierras Altas Armenias. Aquí, cadenas enteras de volcanes han creado poderosos mantos volcánicos. Además del Ararat (5137 m) y el monte Süphan (4058 m)  se encuentran el Volcán Nemrut (3050 m)  y más al oeste el Erciyes Dağı. (3891 m)  y el Hasan Dağıı (3268 m).
Las Altas están intensamente plegadas y formaron multitud de cuencas tectónicas, algunas de las cuales se convirtieron en llanuras debido a los sedimentos fluviales. Como resultado, también hay varios lagos grandes en la región.

## Recursos minerales
Los Montes Tauro son notables por sus depósitos de cromo. El cromo se utiliza principalmente en la producción de acero inoxidable y varias aleaciones. Los depósitos de cromita en la región son económicamente significativos, con varias operaciones mineras que extraen este mineral valioso.
Los minerales de cobre se encuentran en cantidades sustanciales dentro de los Montes Tauro. Esto incluye varios tipos de depósitos de cobre, como la calcopirita y la bornita. La minería de cobre ha sido una industria importante en esta región, contribuyendo a las economías locales y nacional.
La mineralización de oro está presente en los Montes Tauro, aunque no es tan extensa como el cobre o el cromo. La exploración y las operaciones mineras a pequeña escala han dirigido su atención a estos depósitos de oro, contribuyendo a la producción general de oro de Turquía.
El plomo y el zinc también se encuentran en los Montes Tauro, a menudo en combinación con otros metales base. Estos depósitos suelen estar asociados con vetas hidrotermales y se han extraído por su valor industrial y económico.
La barita, un mineral utilizado en fluidos de perforación y como relleno en varios productos, es otro recurso que se encuentra en los Montes Tauro. Los depósitos de barita se explotan por su utilidad en las industrias del petróleo y gas.
También contienen depósitos extensos de caliza, que se utilizan en la construcción, la producción de cemento y diversas aplicaciones industriales. La caliza de alta calidad de esta región es valorada por su pureza y consistencia.
Turquía es conocida por su mármol, y los Montes Tauro contribuyen a esta reputación. Los depósitos de mármol de la región son conocidos por sus cualidades estéticas y se explotan para su uso en construcción y decoración de alta gama.
También contienen depósitos menores de minerales como talco, yeso y varias arcillas, que tienen usos localizados en industrias como la cerámica, el papel y la construcción.

## Clima
Las montañas tienen un clima mediterráneo, con un verano seco e inviernos lluviosos. Las temperaturas varían con la elevación, con inviernos cálidos en las laderas costeras inferiores e inviernos fríos en las altas montañas y en el interior.

## Flora y fauna
En elevaciones más bajas, la vegetación predominante es bosque y arbolado de robles siempreverdes y pino turco (Pinus brutia), y áreas de matorrales de maquis. Por encima de los 1200 metros de altitud se encuentran bosques montanos de pino negro (Pinus nigra), cedro del Líbano (Cedrus libani), abeto Tauro (Abies cilicica) y enebro (Juniperus spp.). Las altas cumbres albergan prados alpinos.

## Historia

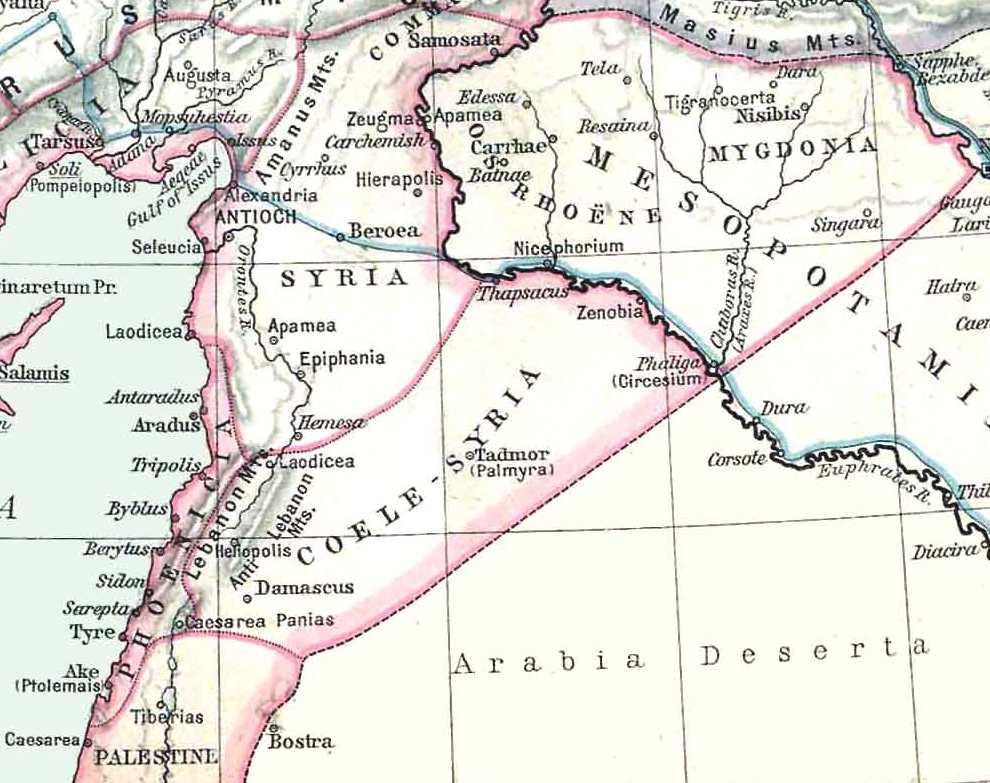
Montes Amanus cerca del golfo de Issus y Antioquia.

### Prehistoria y período romano temprano
El toro era comúnmente el símbolo y la representación de los antiguos dioses de las tormentas del cercano Oriente, de ahí el toro Tauro y de ahí el nombre de las montañas. Las montañas son un lugar de muchos templos antiguos de dioses de las tormentas Los antiguos sirios consideraban que las tormentas eléctricas torrenciales en estas montañas eran obra del dios de las tormentas Adad para hacer que los ríos Tigris y Éufrates crecieran e inundaran y, por lo tanto, fertilizaran su tierra. Los hurritas, probablemente los creadores de los diversos dioses de las tormentas del antiguo cercano Oriente, eran un pueblo que los eruditos modernos ubican en los Montes Tauro en sus probables orígenes más tempranos.
Un sitio arqueológico de la Edad del Bronce, donde se encontró evidencia temprana de la extracción de estaño, se encuentra en Kestel. El paso conocido en la Antigüedad como las Puertas de Cilicia cruza la cordillera al norte de Tarso.
La cordillera de Amanus en el sur de Turquía es donde los Montes Tauro se elevan cuando se juntan tres placas tectónicas. El Amanus es una frontera natural: el oeste es Cilicia, el este es Siria. Hay varios pasos, como la Puerta Amanian (Paso Bahçe), que son de gran importancia estratégica. En 333 a. C. en la batalla de Issos, Alejandro Magno derrotó a Darío III Codomano en las colinas a lo largo de la costa entre estos dos pasos. En el periodo del Segundo Templo, los autores judíos que buscaban establecer con mayor precisión la definición geográfica de la Tierra Prometida comenzaron a interpretar el monte Hor como referencia a la cordillera Amanus de los Montes Tauro, que marcaba el límite norte de la llanura siria

### Período romano tardío hasta el presente
Durante la Primera Guerra Mundial, el sistema ferroviario alemán y turco a través de los Montes Tauro resultó ser un objetivo estratégico importante de los aliados. Esta región se mencionó específicamente como un objetivo estratégicamente controlado programado para la rendición a los aliados en el Armisticio, que puso fin a las hostilidades contra el Imperio Otomano.

## Galería

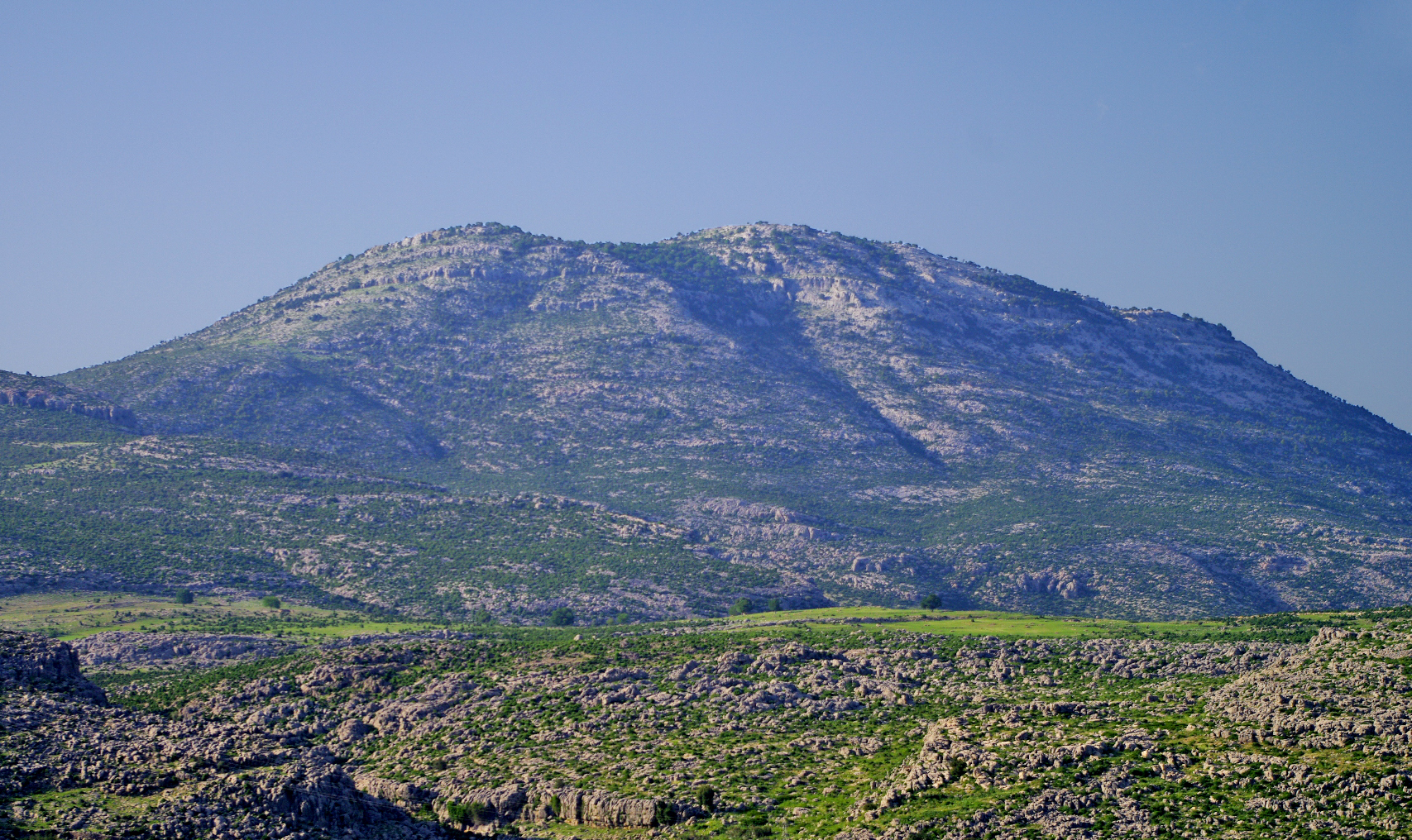
Pico cerca de la población de Akoren
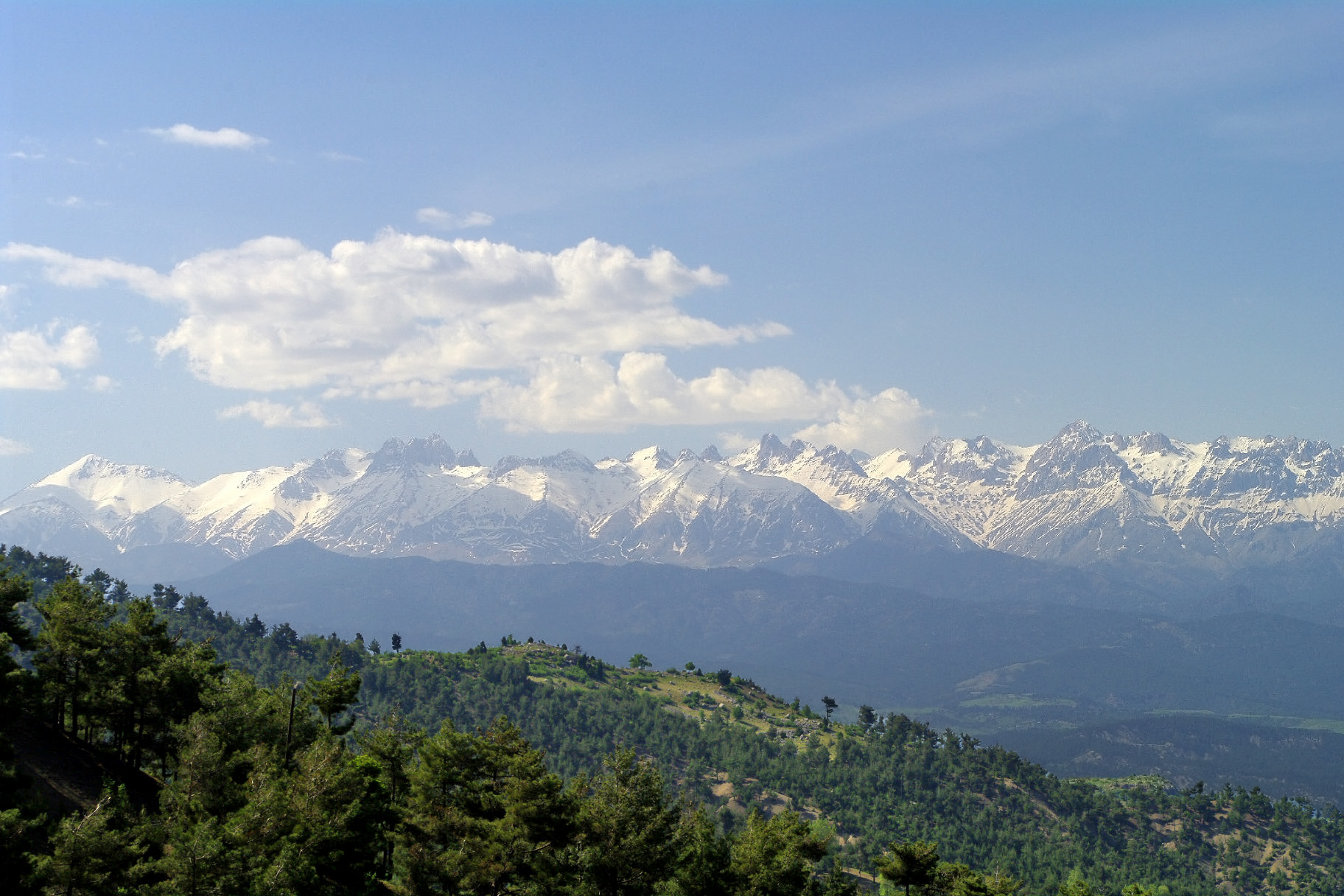
Montañas Aladaglar vistas desde Aladağ en Adana
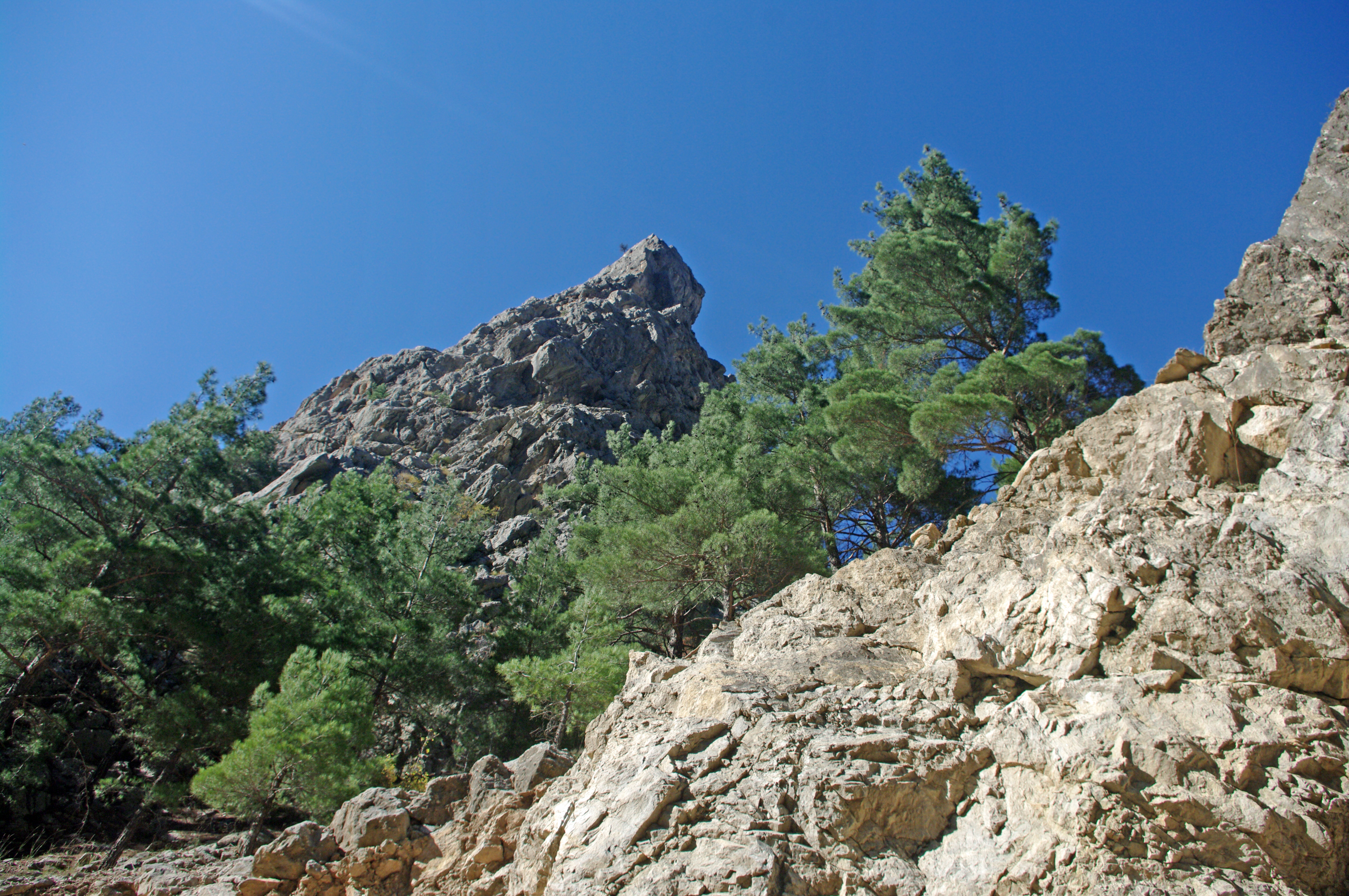
Los montes Tauro desde Belemedik, Adana
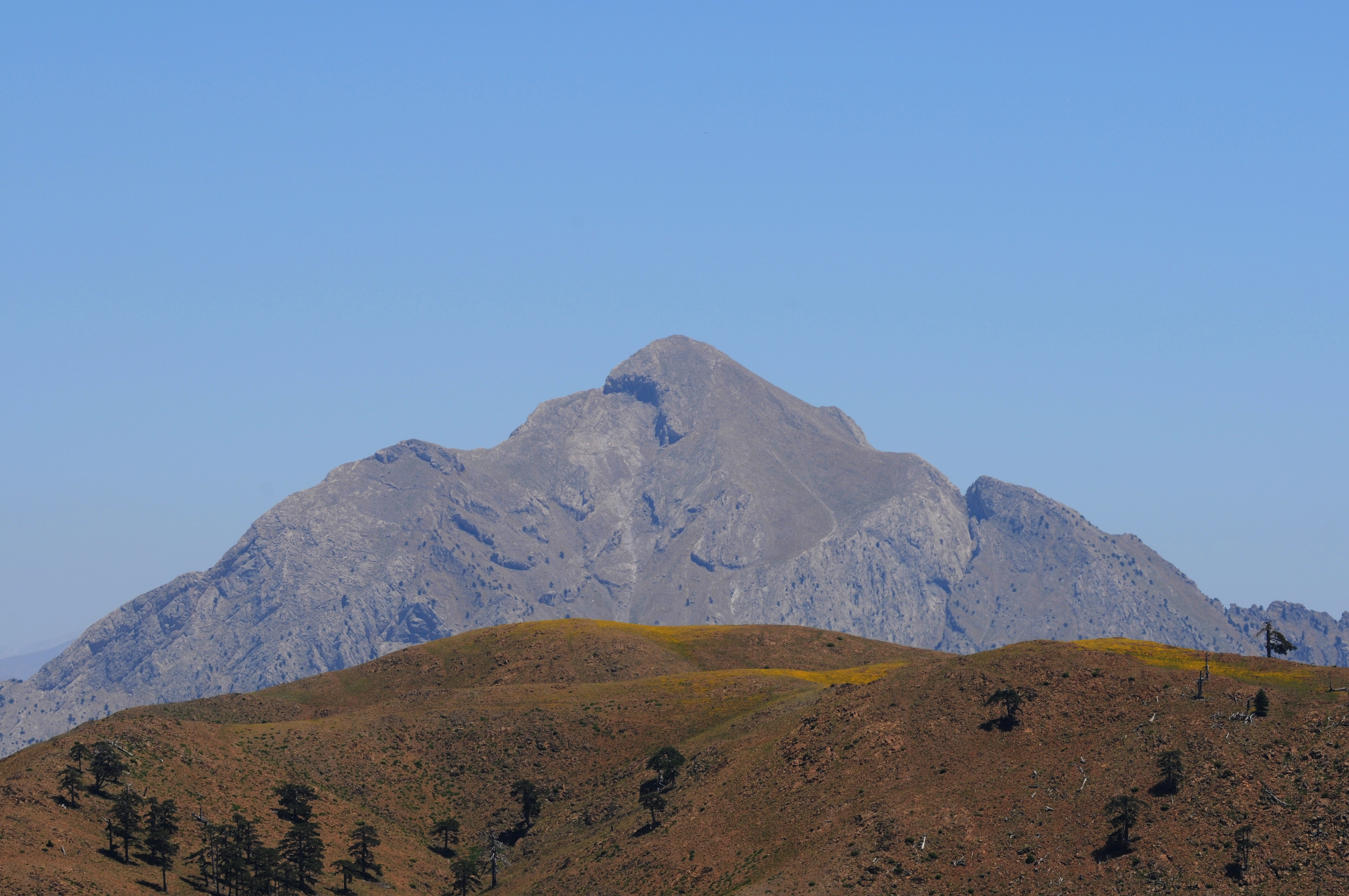
Cumbre de la Montaña Divrik de 2457 m, vista desde la colina Aciman en Aladag, Adana. (coordenadas de Divrik N 37°48′38″ E 35°24′20″).
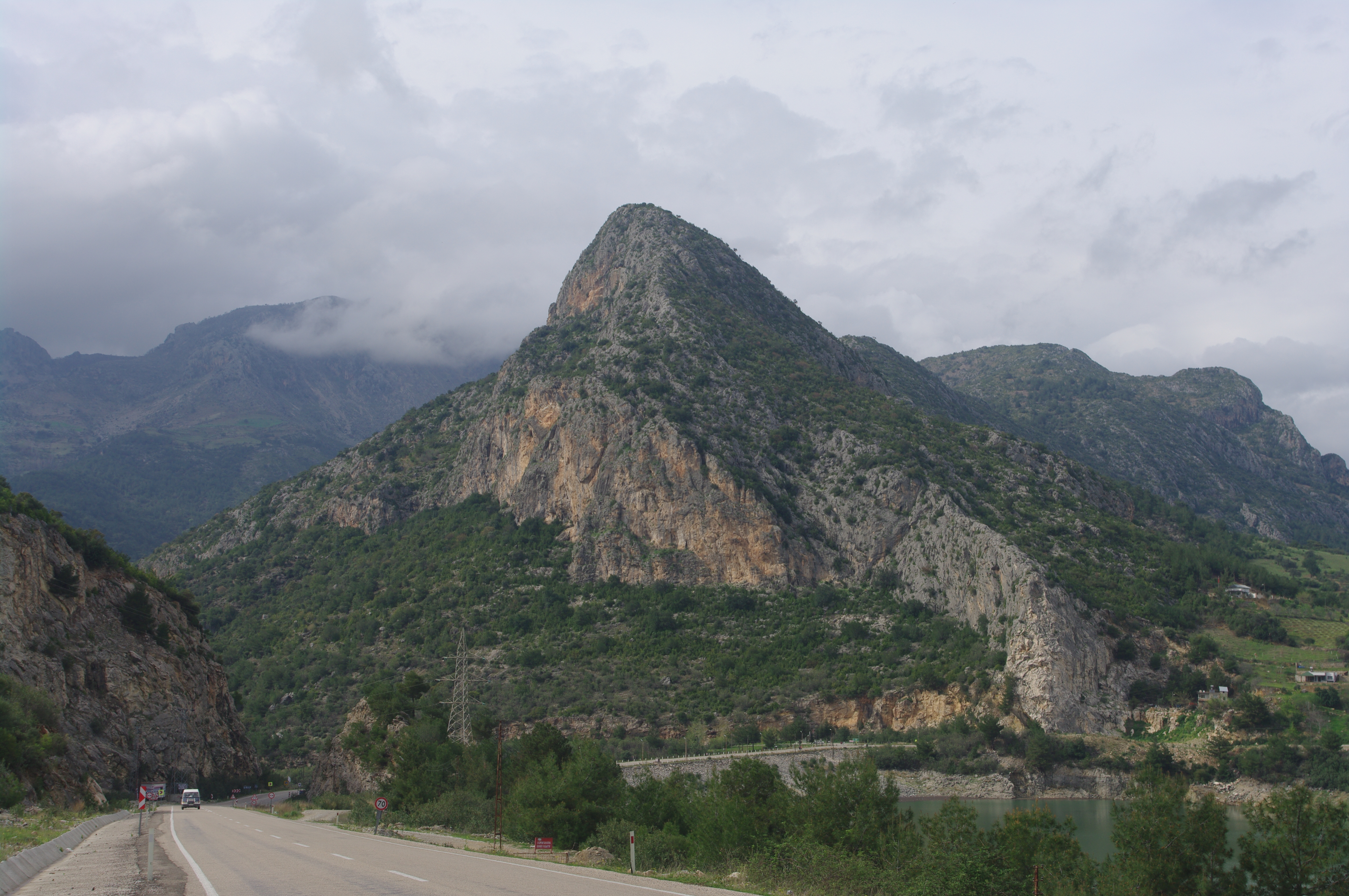
Colina en Durmuslu; Kozan, Adana
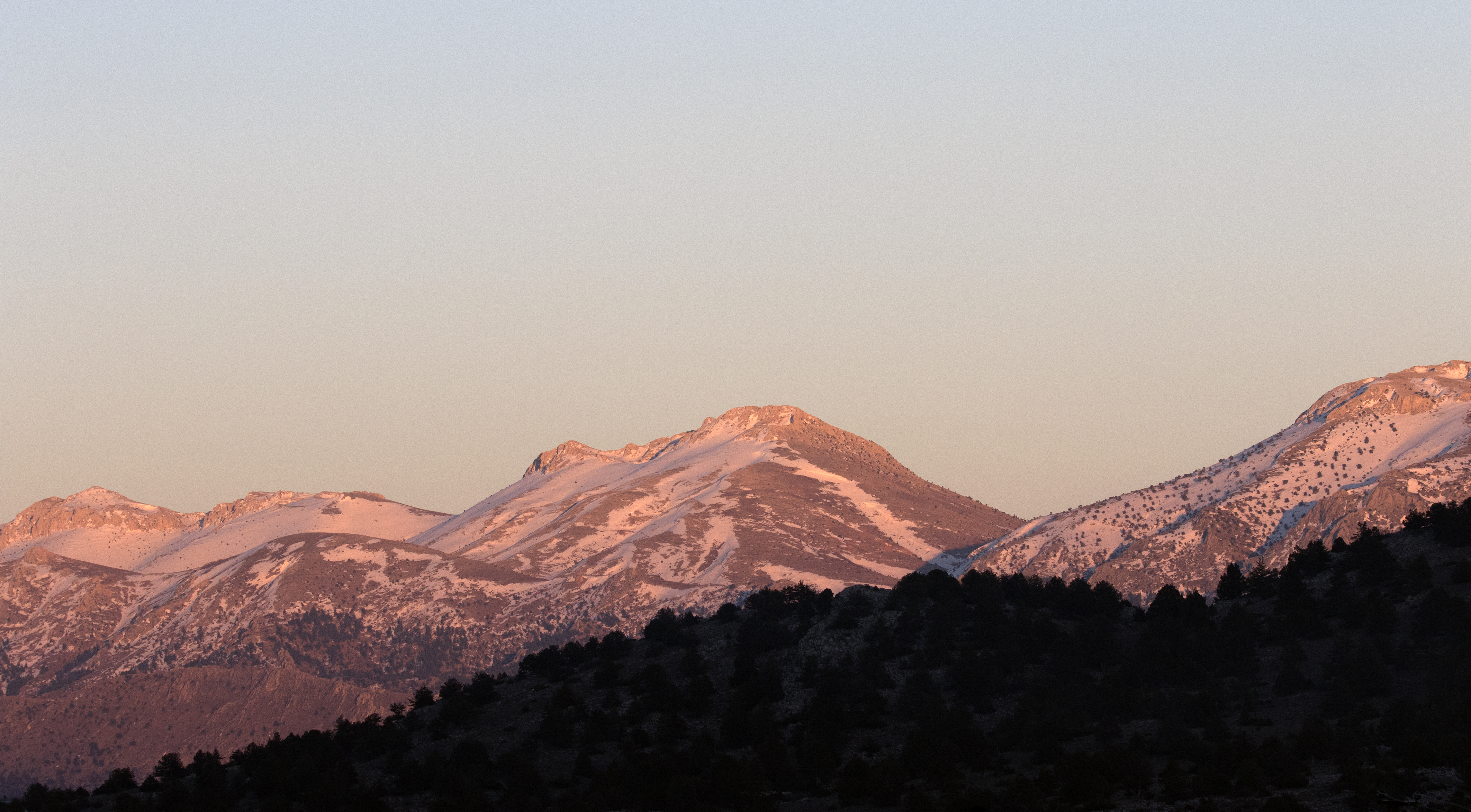
Montañas cerca de la localidad de Güzelim, en Tufanbeyli, vista al atardecer
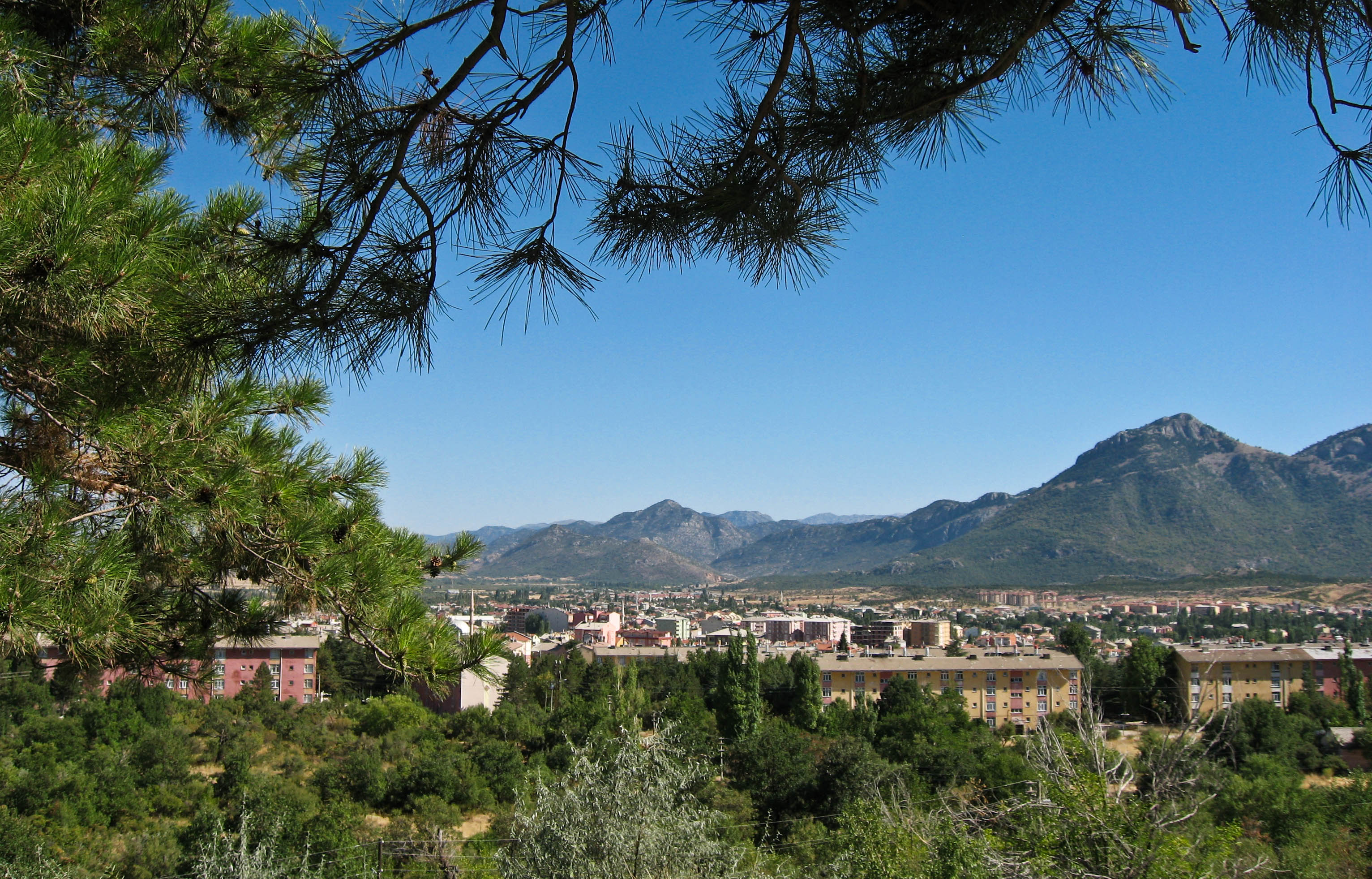
Vista de Seydişehir y los Montes Tauro desde Ilıca
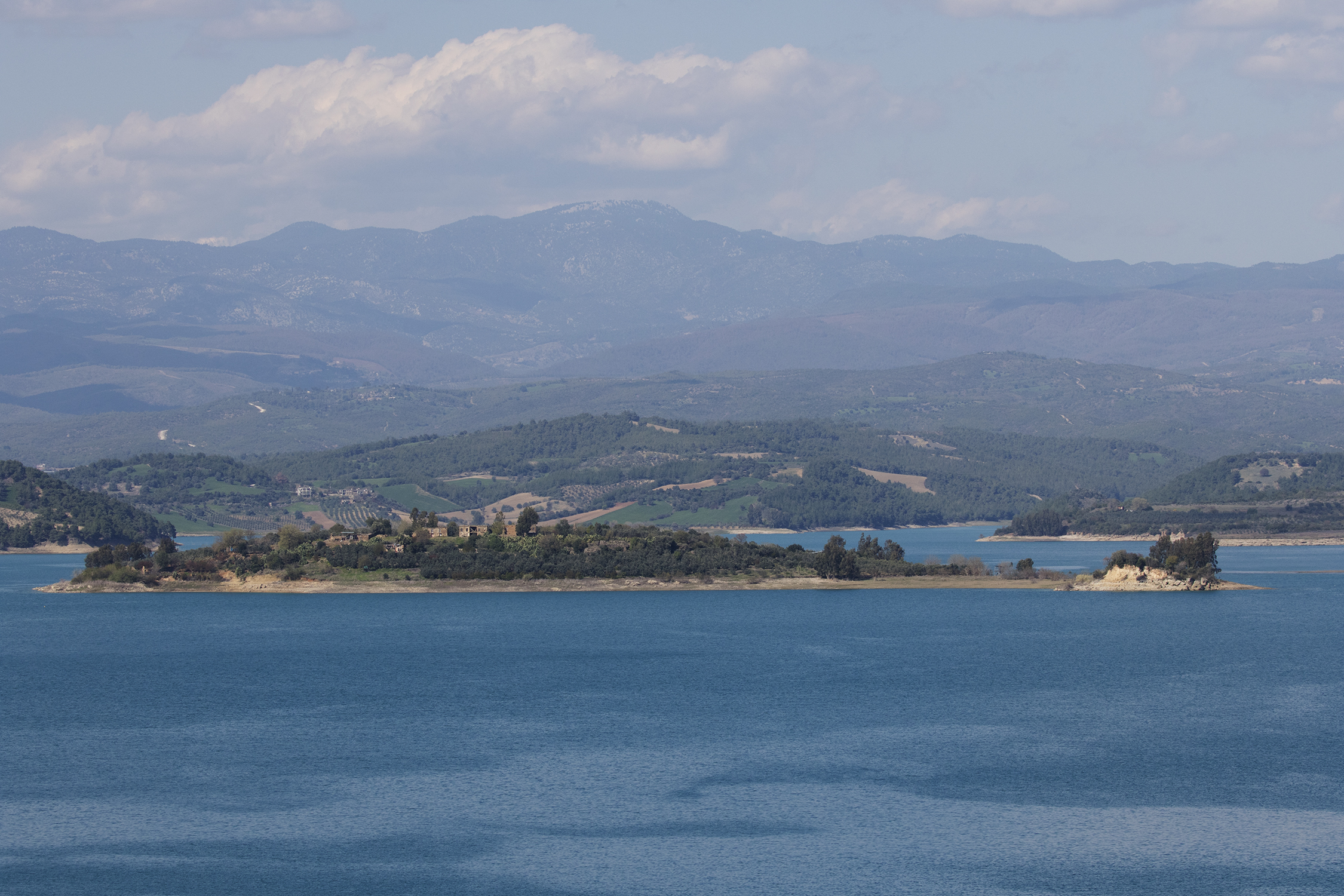
Vista parcial del embalse Çatalan   y los Montes Tauro en  Karayusuflu, Sarıçam - Adana